# Игнатьевская (платформа)
Игнатьевская — остановочный пункт / пассажирская платформа Ярославского региона Северной железной дороги, находится в деревне Вондога Иванковского сельского поселения Фурмановского района Ивановской области.
Железнодорожная станция имеет одну боковую низкую прямую платформу. Вокзального здания нет, турникетами не оборудована.

## Деятельность
Станция открыта для выполнения следующих операций: посадка и высадка пассажиров на (из) поезда пригородного и местного сообщения. Прием и выдача багажа не производятся.

## Дальнее следование по станции
Поезда дальнего следования по платформе Игнатьевская остановки не имеют.

## Пригородное сообщение по станции
По состоянию на май 2019 года на платформе Игнатьевская имеют остановку пригородные поезда на тепловозной тяге: сообщением Иваново - Кинешма (2 пары поездов ежедневно).
- Расписание пригородных поездов. Яндекс.Расписания.

| № поезда | Маршрут движения  | № поезда | Маршрут движения  |
| -------- | ----------------- | -------- | ----------------- |
| 6236     | Кинешма — Иваново | 6239     | Иваново — Кинешма |
| 6237     | Иваново — Кинешма | 6238     | Кинешма — Иваново |